# Comuna Kliusk, Turiisk
Kliusk (în ucraineană Клюськ) este o comună în raionul Turiisk, regiunea Volînia, Ucraina, formată din satele Harușa, Kliusk (reședința), Tahaciîn și Volîțea.

## Demografie
Componența lingvistică a satului Kliusk
     Ucraineană (99,16%)
     Alte limbi (0,72%)
Conform recensământului din 2001, majoritatea populației satului Kliusk era vorbitoare de ucraineană (99,16%), existând în minoritate și vorbitori de alte limbi.